# Monreal del Campo
Monreal del Campo ist ein Ort und eine Gemeinde (municipio) mit nur noch 2.541 Einwohnern (Stand: 2024) im äußersten Norden der Provinz Teruel in der autonomen Region Aragonien im östlichen Zentrum von Spanien. Die Gemeinde gehört zur bevölkerungsarmen Serranía Celtibérica.

## Lage und Klima
Monreal del Campo liegt in den Bergen der Sierra de Cucalón im Tal des Río Jiloca in ca. 940 m Höhe und ist ca. 100 km (Fahrtstrecke) in nördlicher Richtung von der Provinzhauptstadt Teruel entfernt. Durch die Gemeinde führt die Autovía A-23.
Das Klima ist trotz der Höhenlage gemäßigt bis warm; Regen (ca. 500 mm/Jahr) fällt übers Jahr verteilt.

## Bevölkerungsentwicklung
| Jahr      | 1857 | 1900 | 1950 | 2000 | 2024 |
| Einwohner | 1687 | 2387 | 3412 | 2311 | 2541 |

Die Mechanisierung der Landwirtschaft sowie die Aufgabe bäuerlicher Kleinbetriebe („Höfesterben“) und der daraus resultierende Verlust an Arbeitsplätzen haben seit der Mitte des 20. Jahrhunderts zu einer Landflucht geführt.

## Wirtschaft
Monreal del Campo ist traditionell landwirtschaftlich orientiert, wobei die Viehzucht die größte Rolle spielt. Aber auch die Safranproduktion gehört zur wirtschaftlichen Tradition. Im Ort haben sich Handwerker niedergelassen. Der Tourismus in Form der Vermietung von Ferienwohnungen spielt kaum eine Rolle.

## Geschichte
Die Ortschaft wurde im Jahr 1119 durch König Alfons von Aragón gegründet; sie Ortschaft liegt am dritten Abschnitt des Camino del Cid.

## Sehenswürdigkeiten
- Reste der Burganlage (castillo) von Monreal del Campo (erhalten ist im Wesentlichen nur noch ein Turm)

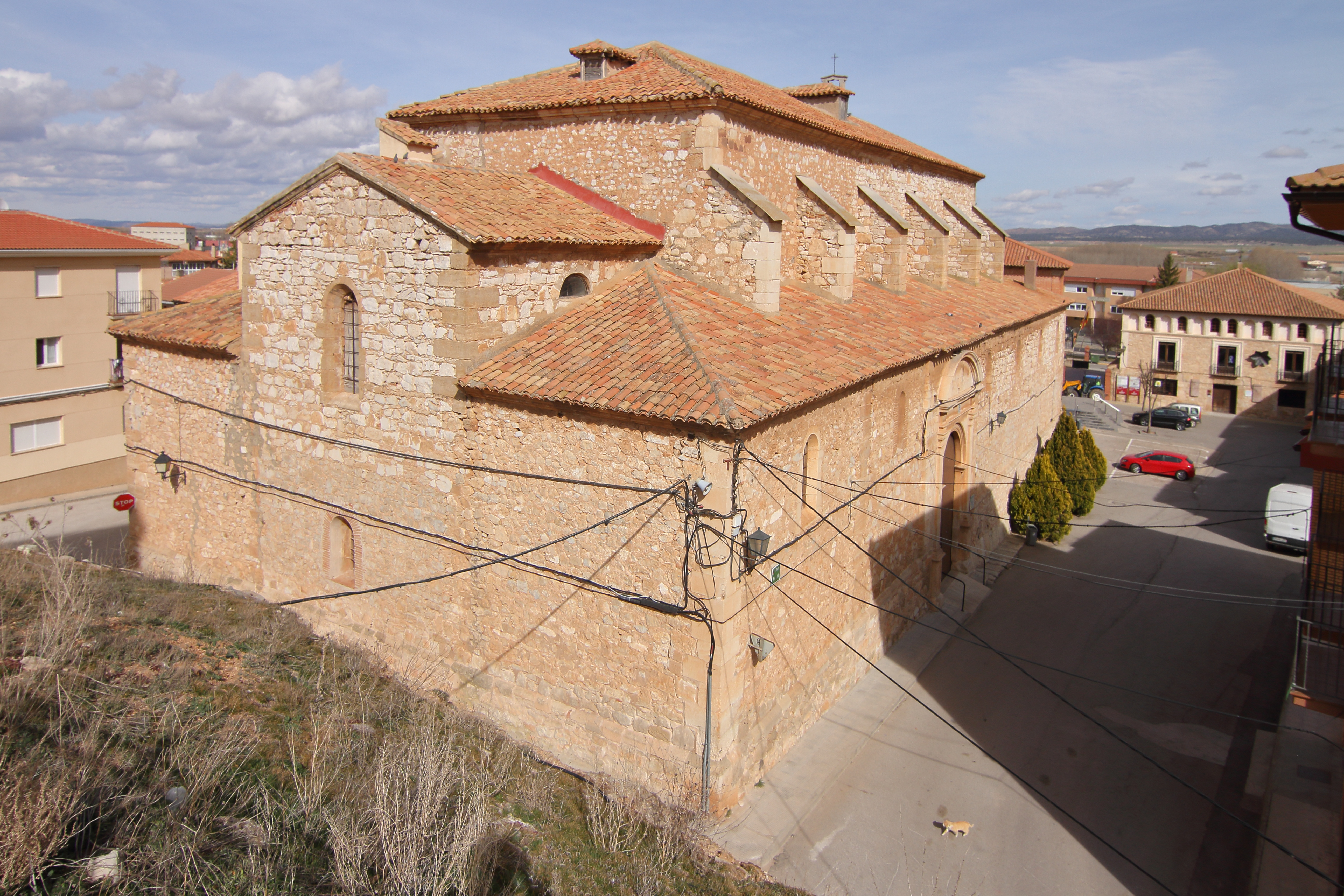
Kirche Mariä Geburt
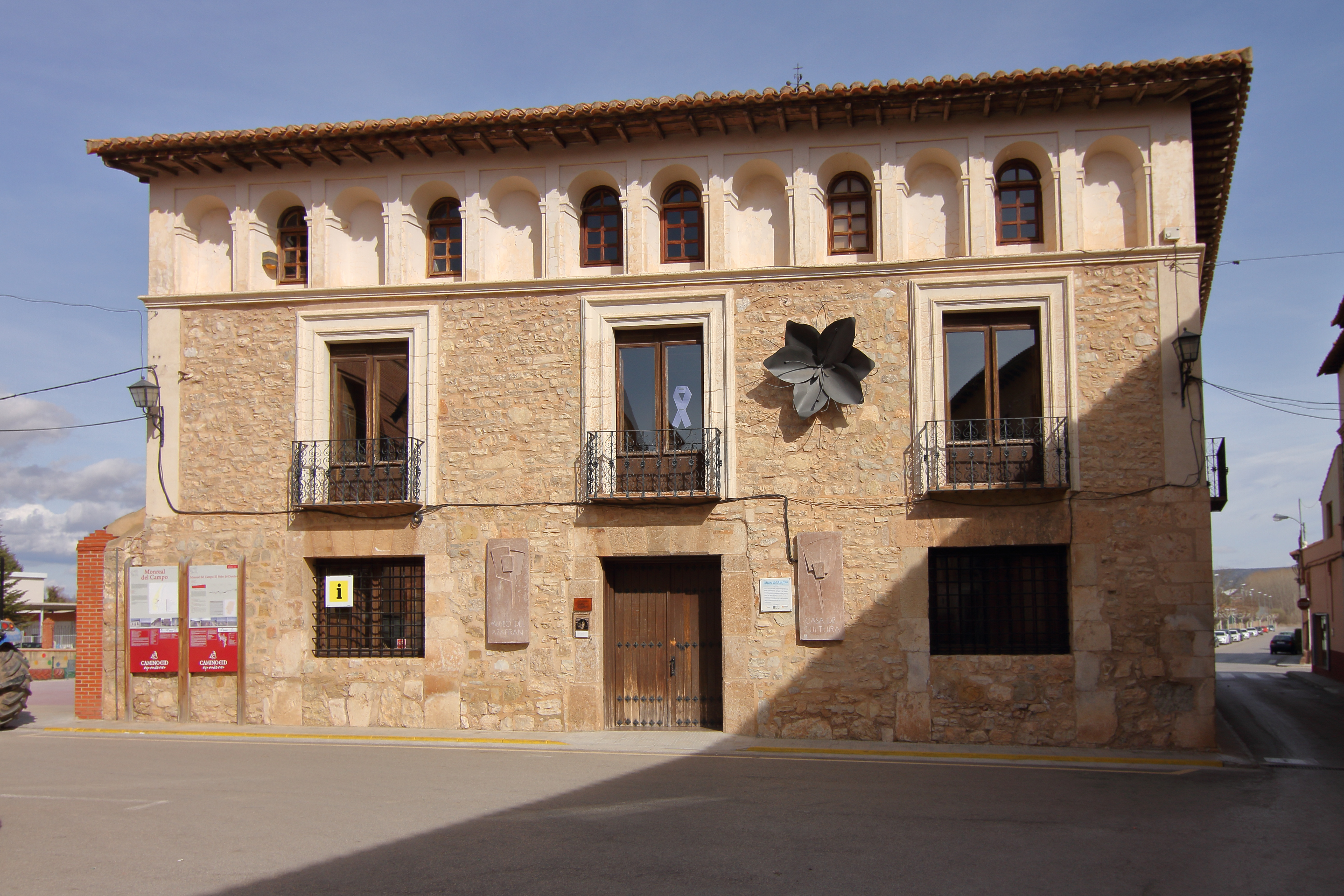
Safran-Museum
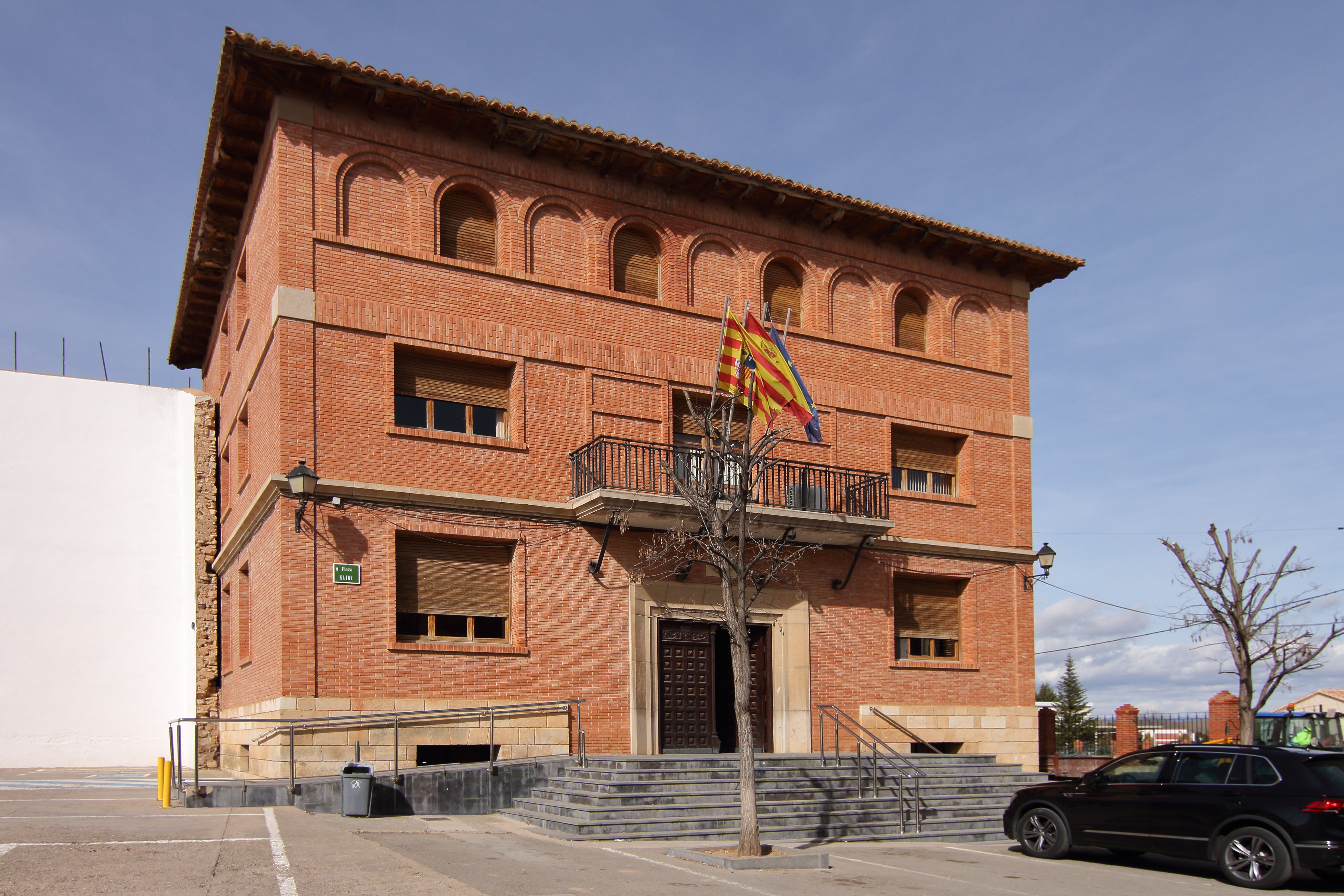
Rathaus

- Kirche Mariä Geburt
- Safran-Museum
- Rathaus

## Gemeindepartnerschaft
Mit den französischen Ortschaft Auffay (Gemeinde Val-de-Scie) und mit der Gemeinde Tôtes im Département Seine-Maritime (Normandie) bestehen Partnerschaften.

## Trivia
Mit der Gründung der Siedlung stiftete König Alfons den Orden von Monreal del Campo.